# Dyemus undulatolineatus
Dyemus undulatolineatus là một loài bọ cánh cứng trong họ Cerambycidae.